# Roy Wagner
Roy Wagner (né le 2 octobre 1938 et mort le 10 septembre 2018) est un anthropologue culturel américain spécialisé en anthropologie symbolique.

## Biographie
Wagner obtient un Bachelor en histoire médiévale à l'Université Harvard (1961) et un doctorat. en anthropologie de l'Université de Chicago (1966), où il a étudié avec David M. Schneider. Il enseigne à la Southern Illinois University et à la Northwestern University avant d'accepter la présidence du Département d'anthropologie de l'Université de Virginie où il enseigne jusqu'à sa mort. Il résidait à Charlottesville en Virginie.

## Contributions
Wagner a d'abord mené des travaux de terrain parmi les Dadibi de Karimui, dans la province de Simbu en Papouasie-Nouvelle-Guinée, ainsi que sur les Usen Barok de Nouvelle-Irlande. Il a joué un rôle important dans la création d'une « nouvelle ethnographie mélanésienne » en mettant l'accent sur la créativité et l'innovation dans les cultures et sur la façon dont elles comprennent le monde.
Son livre The Invention of Culture (1975, 1981) est considéré comme un classique de l'ethnographie et de la théorie anthropologique et a été traduit en japonais, portugais, italien et français. Il déploie les concepts d'obviation symbolique, d'inversion figure-fond, de parenté analogique, d'holographie et de fractalité de la personnalité. Ses théories ont influencé notamment Marilyn Strathern, Jadran Mimica, James Weiner et Eduardo Viveiros de Castro.

## Principales publications
- The Curse of Souw: Principles of Daribi Clan Definition and Alliance in New Guinea, Chicago, University of Chicago Press, 1967  (ISBN 9780226869742).
- Habu: The Innovation of Meaning in Daribi Religion, Chicago, University of Chicago Press, 1972  (ISBN 9780226869728).
- Lethal Speech: Daribi Myth As Symbolic Obviation, Ithaca, N.Y., Cornell University Press, 1978  (ISBN 9780801411939).
- The Invention of Culture, Chicago, University of Chicago Press, [1975] 1981  (ISBN 9780226869339).
- Asiwinarong: Ethos, Image, and Social Power Among the Usen Barok of New Ireland, Princeton, N.J., Princeton University Press, 1986  (ISBN 9780691094212).
- Symbols That Stand for Themselves, Chicago, University of Chicago Press, 1986  (ISBN 9780226869292).
- An Anthropology of the Subject Holographic Worldview in New Guinea and Its Meaning and Significance for the World of Anthropology, Berkeley, University of California Press, 2001  (ISBN 9780520925823).
- Coyote Anthropology, Lincoln [Neb.], University of Nebraska Press, 2010  (ISBN 9780803230071).